# Mohamed Mezzara
Mohamed Mezzara est un footballeur international algérien, né le 8 mai 1937 à Zéralda. Il possède aussi la nationalité française.
Il mesure 1,74 m et pèse 71 kg. Il évoluait au poste de défenseur.

## Clubs
- 1961 1962 :  Lille OSC (D2) : 6 matchs, 0 but[1]
- 1962 1963 :  Lille OSC (D2) : 20 matchs, 0 but
- 1963 1964 :  Lille OSC (D2) : 19 matchs, 0 but
- 1964 1965 :  Lille OSC (D1) : 25 matchs, 1 but
- 1965 1966 :  Lille OSC (D1) : 37 matchs, 0 but
- 1966 1967 :  Lille OSC (D1) : 16 matchs, 0 but
- 1967 1968 :  Lille OSC (D1) : 9 matchs, 0 but

## Palmarès
- Champion de D2 avec le Lille OSC en 1964

## Carrière internationale
- 2 matchs avec la Sélection Algérienne en 1964 et 1965[2]